# ハノーファー・メッセ
ハノーファー・メッセ (ハノーバー・メッセ、ハノーバー・フェア、ドイツ語: Hannover Messe, 英語: Hanover Fair）は世界最大の産業見本市である。ドイツのニーダーザクセン州ハノーファーにあるハノーファー国際見本市会場で開催される。例年の出展者数は約6,000社・団体で訪問者数が約200,000人である。

## 概要
ハノーファー・メッセは1947年、戦後のドイツ経済の復興の一環としてイギリス占領下のハノーファーの南のラッツェンにある破壊を免れた工場の建物で開催された。最初のフェアはFischbrötchenmesse (fish bun fair)として知られ食糧配給がこの時期は免除された。大成功を収めたので以後、毎年開催され、回を追うごとに入場者数は増加の一途を辿りハノーファー見本市会場は東ドイツのライプツィヒ・メッセを代替する新しい主要な催し物を開催する都市になった。
1980年代、情報通信技術産業が成長して主催者であるドイチェ メッセ AGはフェアを分割しCeBITを創設、CeBITはハノーファーメッセから成功裏に離脱した。
今日、ハノーファーフェアは全ての産業技術分野を網羅する。